# كريستين فان
كريستين فان (بالإنجليزية: FanFan)‏ (و. 1976 – م) هي مغنية، وممثلة، من الولايات المتحدة الأمريكية، ولدت في أوهايو.

## التعليم
تعلمت في جامعة هارفارد.

## وصلات خارجية
- كريستين فان على موقع IMDb (الإنجليزية)
- كريستين فان على موقع ميوزك برينز (الإنجليزية)
- كريستين فان على موقع ديسكوغز (الإنجليزية)
- كريستين فان على موقع قاعدة بيانات الفيلم (الإنجليزية)